# Piotr Dionizy Kościuszko
Piotr Dionizy Kościuszko Siechnowicki herbu Roch III – pisarz ziemski brzeskolitewski w latach 1656-1661, dworzanin Jego Królewskiej Mości.
Poseł sejmiku brzeskiego na sejm 1658 roku, sejm 1659 roku.